# Bletilla ochracea
Bletilla ochracea är en orkidéart som beskrevs av Rudolf Schlechter. Bletilla ochracea ingår i släktet Bletilla och familjen orkidéer. Inga underarter finns listade i Catalogue of Life.

## Bildgalleri

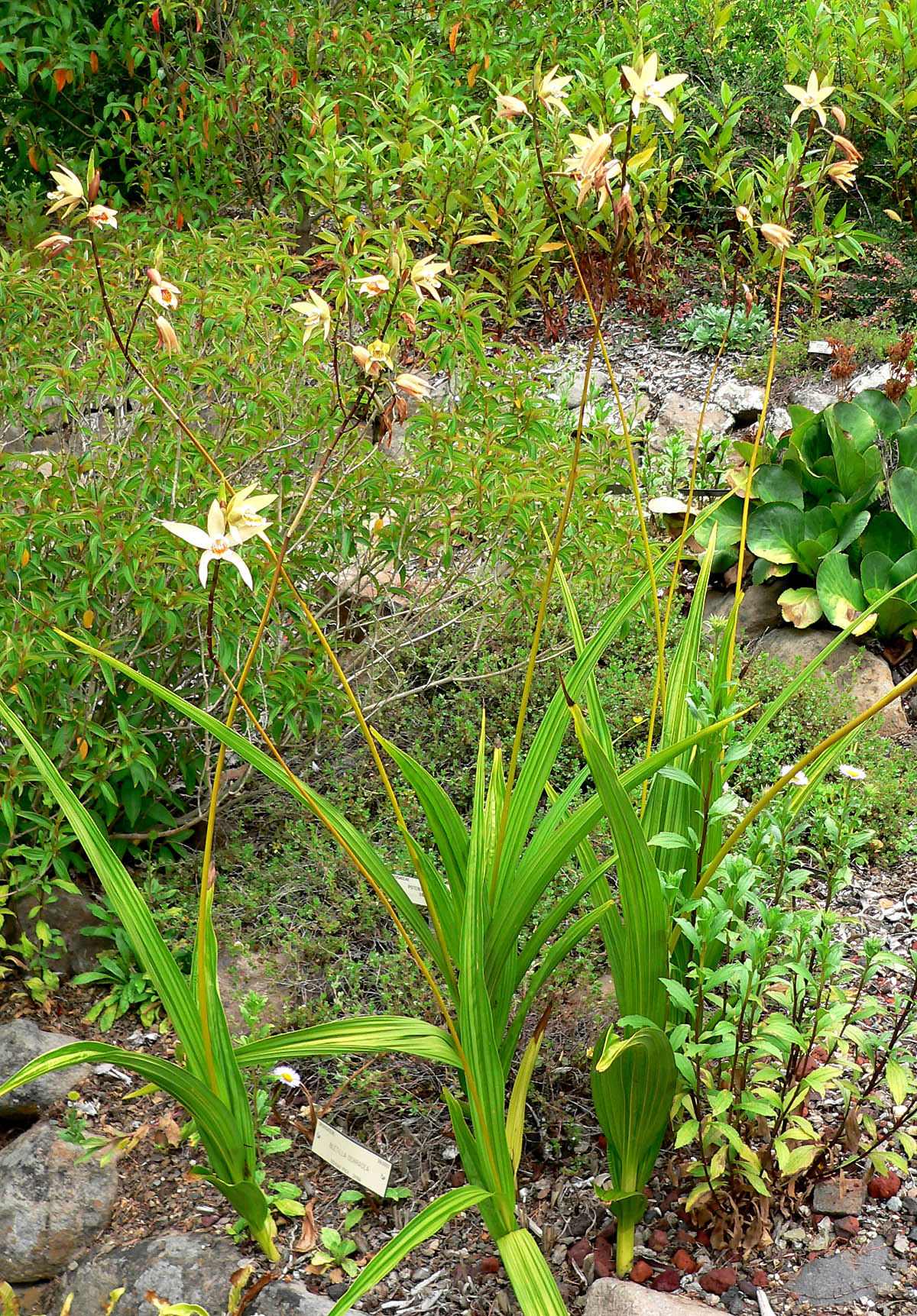
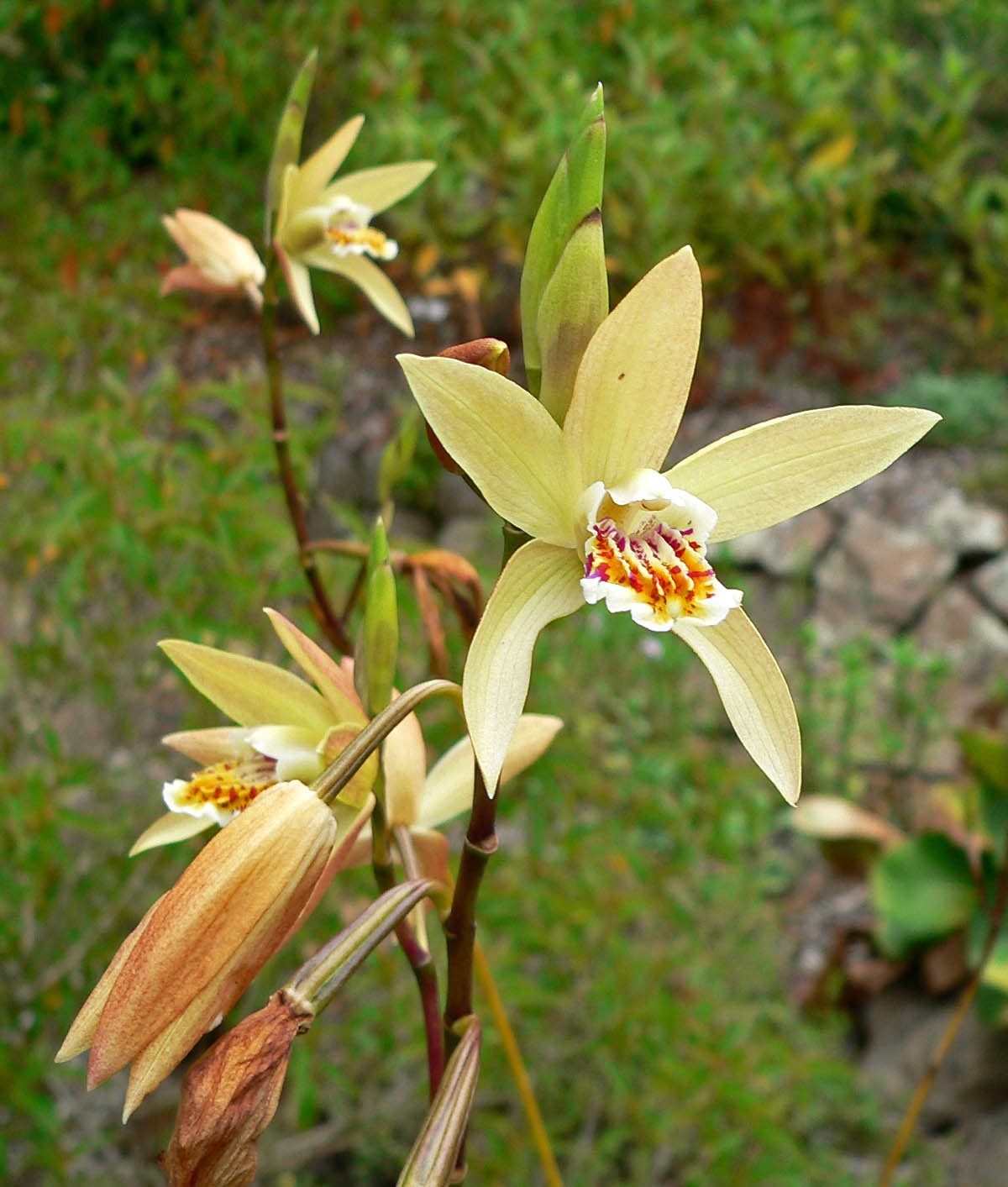
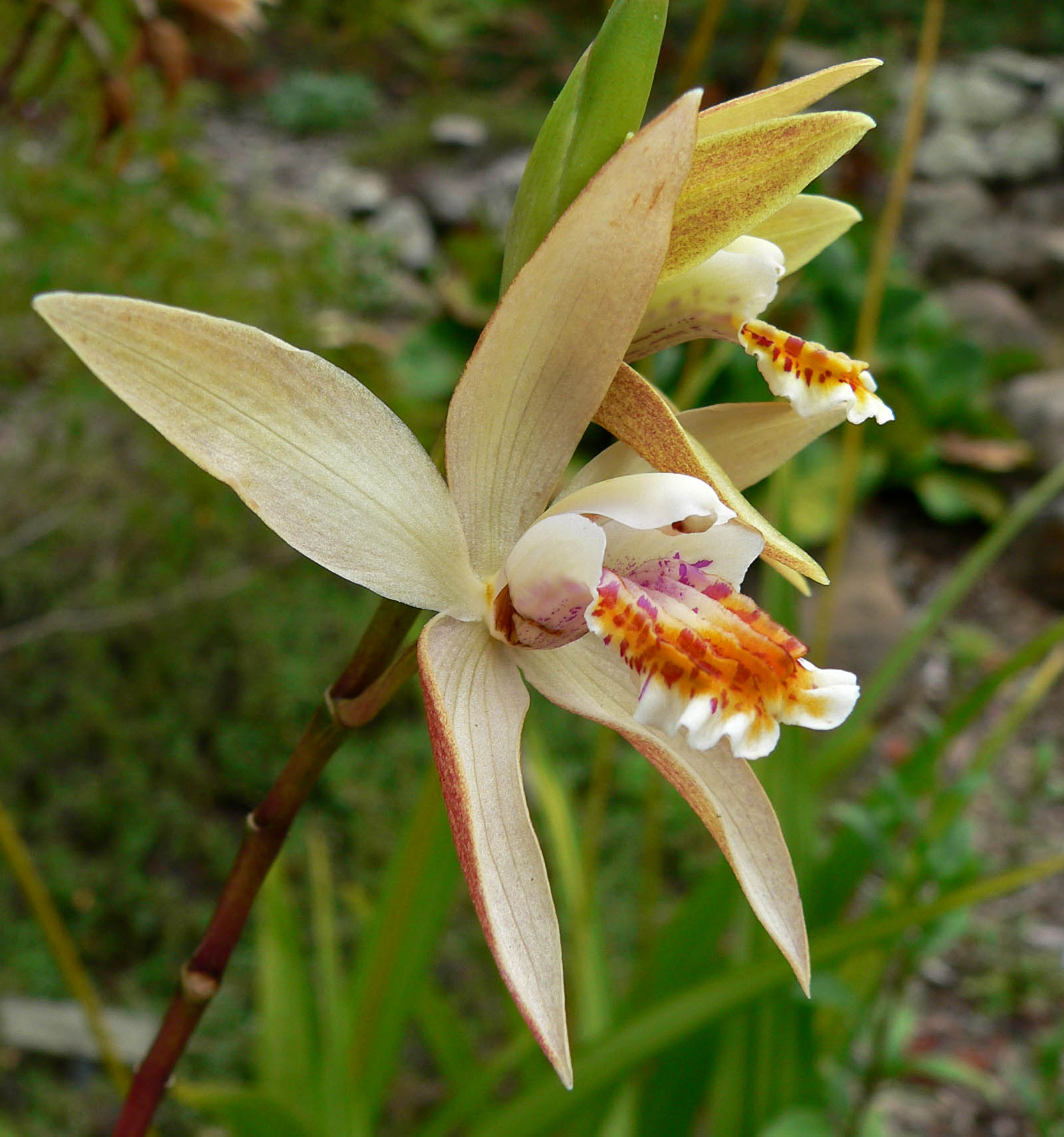